# Серемова Раїса Володимирівна
Раїса Володимирівна Серемова (? — ?) — українська радянська діячка, новатор сільськогосподарського виробництва, голова колгоспу «Більшовик» Приазовського району Запорізької області. Член Ревізійної Комісії КПУ у березні 1966 — березні 1971 року.

## Біографія
Народилася в селянській родині. Працювала в сільському господарстві.
Член КПРС з 1961 року.
У 1964—1973 роках — голова колгоспу «Більшовик» села Степанівка Перша Приазовського району Запорізької області. Обиралася делегатом Третього всесоюзного з'їзду колгоспників.

## Нагороди
- два ордени Трудового Червоного Прапора
- медалі